# Annie's Song
«Annie's Song» es una canción compuesta e interpretada por el cantautor estadounidense John Denver. Fue publicada en mayo de 1974 como el sencillo principal de su octavo álbum de estudio, Back Home Again.

## Escritura y temática
«Annie's Song» fue escrita como una oda a la esposa de Denver en ese momento, Annie Martell Denver. Denver “escribió esta canción en julio de 1973 en aproximadamente diez minutos y medio un día en un remonte” hasta la cima de la montaña Aspen en Aspen, Colorado, mientras la euforia física de haber “acabado de esquiar por una pista muy difícil” y la sensación de inmersión total en la belleza de los colores y sonidos que llenaban todos los sentidos lo inspiraban a pensar en su esposa. Annie Denver recuerda los inicios: “Fue escrita después de que John y yo habíamos pasado por un tiempo bastante intenso juntos y las cosas iban bastante bien para nosotros. Él se fue a esquiar y se subió a la silla Ajax en la montaña Aspen y la canción simplemente se le ocurrió. Bajó esquiando y volvió a casa y la escribió... Al principio era una canción de amor y me la dio a través de él, pero para él se convirtió en un poco como una oración”.

## Composición y arreglos
La canción fue compuesta en un compás de 3
4 con un tempo de 152 pulsaciones por minuto y está escrita en la tonalidad de re mayor. Las voces van desde F♯4 a E5. Musicalmente, «Annie's Song» ha sido descrita como una canción country pop y folk.
“La primera vez que escuché «Annie's Song», le dije a John que tenía la misma melodía que la Quinta Sinfonía, Segundo Movimiento de Chaikovski”, dijo Milton Okun. “Se acercó al piano, se sentó durante una hora y regresó, y lo único que quedó de Chaikovski fueron las primeras cinco notas. Fue fantástico”.

## Lista de canciones
- 7-inch – RCA APB0-0295[8]

1. «Annie's Song» (John Denver) – 2:58
2. «Cool an' Green an' Shady» (Denver, Joe Henry) – 3:07

## Créditos y personal
Créditos adaptados desde las notas de álbum de Back Home Again.
Músicos
- John Denver – voz principal, guitarra
- Steve Weisberg – guitarra líder
- Dick Kniss – bajo eléctrico
- John Sommers – mandolina
- Jim Gordon – percusión
- Lee Holdridge – arreglos orquestales

Personal técnico
- Milton Okun – productor
- Kris O'Connor – productor asistente
- Mickey Crofford – ingeniero de audio
- Artie Togersen – ingeniero asistente
- Richard Simpson – masterización

## Certificaciones y ventas
| País                  | Certificación | Ventas  |
| --------------------- | ------------- | ------- |
| Estados Unidos (RIAA) | Oro           | 500 000 |
| Reino Unido (BPI)     | Plata         | 600 000 |